# Chiesa della Madonna degli Angeli (Tocco da Casauria)
La chiesa della Madonna degli Angeli è una chiesa di Tocco da Casauria ubicata in Via Madonna Degli Angeli.

## Storia
È scolpita sopra l'architrave in pietra sopra la porta di entrata, la data 1677 che potrebbe indicare la data di fondazione o di restauro della chiesa.
Nel 1978 è stata restaurata dalla soprintendenza alle belle arti.

## Descrizione
La chiesa di Santa Maria Degli Angeli è situata sull'odierna Via Madonna degli Angeli, vicino il bivio tra la Strada statale 5 Via Tiburtina Valeria (che ricalca l'antica Via Tiburtina Valeria) e la strada per San Clemente a Casauria (Castiglione a Casauria) e Torre de' Passeri.
La struttura della chiesa è a muro portante ed all'interno è a pianta rettangolare con impianto ad aula. Sulla facciata anteriore vi è la porta d'ingresso, due finestre rettangolari laterali ai suoi lati (una a destra ed una a sinistra) ed una terza finestra (di dimensioni minori) soprastante la porta. Di fronte la facciata anteriore è presente un portico con volta a botte lunettata. Il tetto è a due falde, ed al centro di esso è presente un campanile a vela.